# Jurgita Jurkutė
Jurgita Jurkutė, née le 23 avril 1985 à Plungė, est un mannequin lituanien. 

## Biographie
Mannequin depuis l'âge de 16 ans, sa nomination comme Miss Lituanie en 2007 l'a rendue célèbre. Elle a ensuite travaillé avec de nombreuses agences de mannequinat à travers plusieurs pays (notamment Ford Models). Elle a représenté son pays à l'élection de Miss Monde 2007 en Chine. Elle a également joué dans une série télévisée dans son pays. Elle étudie depuis plusieurs années à l'Université de Vilnius.